# Tennistoernooi van Madrid 2017
|                                       |  |                                     |
| Simona Halep, winnares bij de vrouwen |  | Rafael Nadal, winnaar bij de mannen |

Het tennistoernooi van Madrid van 2017 werd van 6 tot en met 14 mei 2017 gespeeld op de gravel-banen van het Manzanares Park Tennis Center ("Caja Mágica") in de Spaanse hoofdstad Madrid. De officiële naam van het toernooi was Mutua Madrid Open.
Het toernooi trok 260.228 toeschouwers.
Het toernooi bestond uit twee delen:
- WTA-toernooi van Madrid 2017, het toernooi voor de vrouwen
- ATP-toernooi van Madrid 2017, het toernooi voor de mannen

## Toernooikalender
| vrouwenenkelspel  | 1e ronde | 1e ronde | 2e ronde | 2e ronde | 3e ronde | kwartfinale | halve finale | finale       |        |
| vrouwendubbelspel | 1e ronde | 1e ronde | 1e ronde | 2e ronde | 2e ronde | kwartfinale | halve finale | finale       |        |
| mannenenkelspel   |          | 1e ronde | 1e ronde | 2e ronde | 2e ronde | 3e ronde    | kwartfinale  | halve finale | finale |
| mannendubbelspel  |          | 1e ronde | 1e ronde | 1e ronde | 2e ronde | 2e ronde    | kwartfinale  | halve finale | finale |

ATP-toernooi van Madrid – WTA-toernooi van Madrid

2009 · 2010 · 2011 · 2012 · 2013 · 2014 · 2015 · 2016 · 2017 · 2018 · 2019 · 2020 · 2021 · 2022 · 2023 · 2024